# Карский кратер
Ка́рский кра́тер — ударный кратер в России, на Югорском полуострове на востоке Ненецкого автономного округа Архангельской области, с центром в 15 км к западу от реки Кара (кратер покрывает её нижнее течение, восточная часть кратера находится в Ямало-Ненецком автономном округе).

## Исследование
Первые упоминания о геологических аномалиях и необычности строения района устья Кары относятся к экспедиции Баклунда 1904 года, обнаружившего выходы брекчий по реке Кара, но отнесшего их к тиллитам (ископаемым моренам ледников). В дальнейшем исследователи вплоть до конца 60-х годов XX века склонялись к вулканогенно-тектоническому происхождению Карской депрессии, считая её появившейся в результате взрывоподобных извержений бандайсайского типа. Однако сделанные в 70-х годах находки признаков ударного метаморфизма и дальнейшие геолого-геофизические исследования глубинного строения позволили подтвердить импактную гипотезу её образования.
Считается, что тело, вызвавшее импакт, было по составу хондритным.

## Структура
Структура округлой формы, с отрицательным макрорельефом (впадина диаметром 50—56 км), по современным представлениям является одним из крупнейших метеоритных кратеров мира. Структура сформирована в сложнодислоцированных породах палеозоя. В результате длительных процессов она преобразовалась в отлогую Карскую депрессию, открывающуюся на северо-восток, к Карскому морю.
В её составе выделяется центральное поднятие размером 7×9 км, в котором на поверхность выступают отложения ордовика с силлами позднедевонского возраста; его окружает кольцевой жёлоб шириной 17—26 км. Отсутствие строгой кольцевой симметрии кратерной воронки связано с дифференцированным неоорогеническим поднятием Пай-Хоя в кайнозое (особенно в плиоцене) и, как следствие, с преимущественным воздыманием и денудацией юго-западной части кратера по сравнению с северо-восточной. Породы цоколя раздроблены и пластически деформированы; характерны конусы разрушения высотой до 2 м.

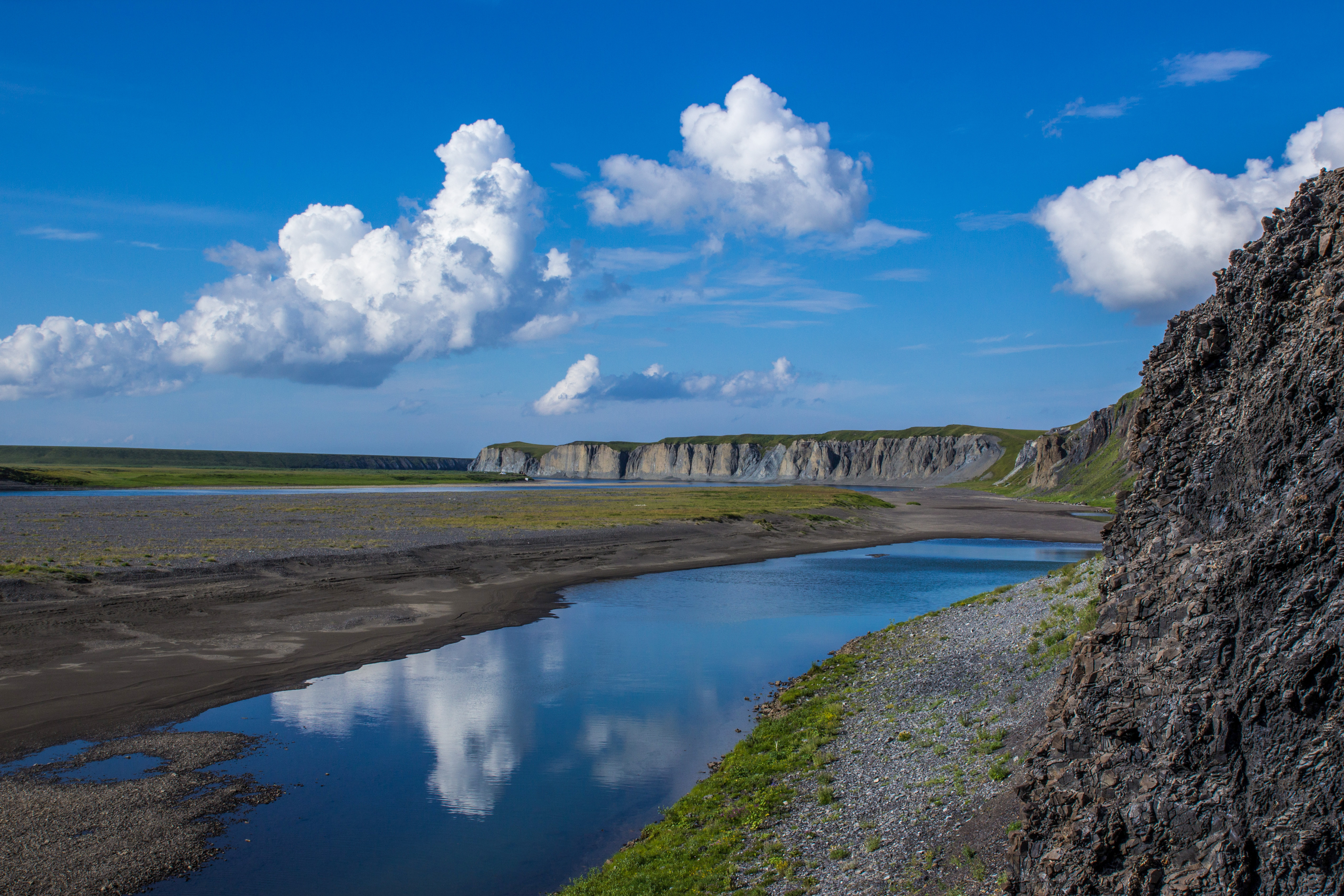
Проваленный «зуб» в стене берега Кары содержит алмазы

В современной структуре коптогенные образования перекрыты позднемеловыми и кайнозойскими осадочными породами, вскрываются они по краям астроблемы в глубоких долинах рек. В гравитационном поле астроблеме соответствует «Усть-Карский гравитационный минимум». В импактитах Карской структуры присутствуют алмазы.
В границах Карской астроблемы расположен посёлок Усть-Кара.
Существует гипотеза, согласно которой диаметр кратера порядка 120 км и он частично скрыт Карским морем.

## Возраст
Оценки возраста кратера колеблются от 73 до 55 млн лет. Данные изотопного датирования стёкол, опубликованные в 1990 году, дают результат 65,5—66,1 млн л. н., то есть поздний мел на рубеже с палеогеном. Некоторые исследователи на этом основании предполагали, что падение метеорита повлекло за собой Великое мезозойское вымирание. Однако более поздние измерения дают аргон-аргоновый возраст кратера 70,3 ± 2,2 млн лет, что на уровне значимости 2σ исключает совпадение с границей мезозоя и кайнозоя (66,0 млн лет назад). Совпадение с массовым вымиранием на границе предпоследнего и последнего ярусов мелового периода (кампанского и маастрихтского ярусов, 72,1 ± 0,2 млн лет назад) также маловероятно, хотя и не исключено полностью. Тем не менее, размеры астроблемы настолько велики, что этот импакт должен был вызвать глобальные изменения на Земле, хотя он и не вызвал заметного вымирания.